# Elecciones locales de la Ciudad de México de 2018

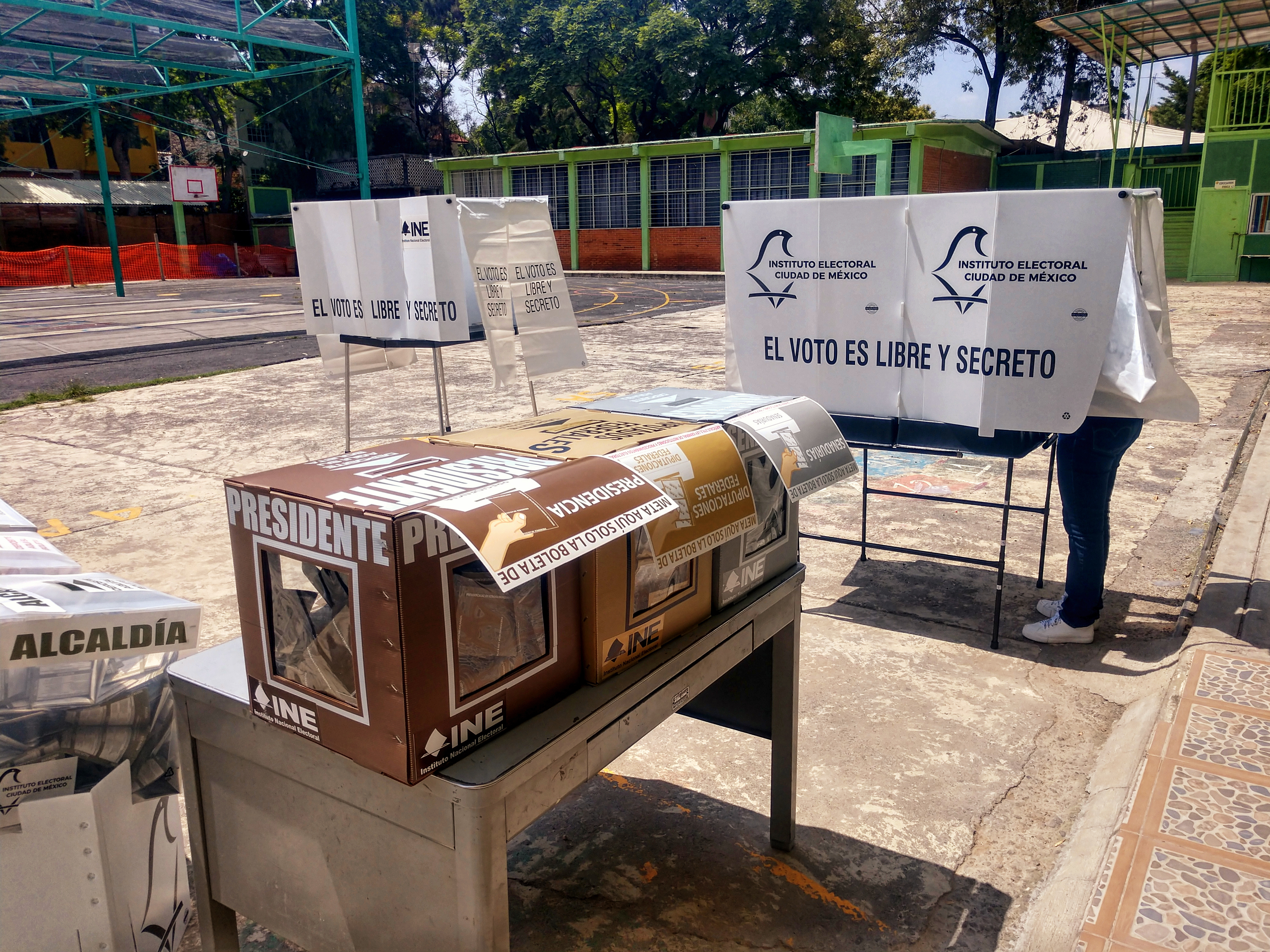
Persona en casilla votando el 1 de julio, Ciudad de México, México.

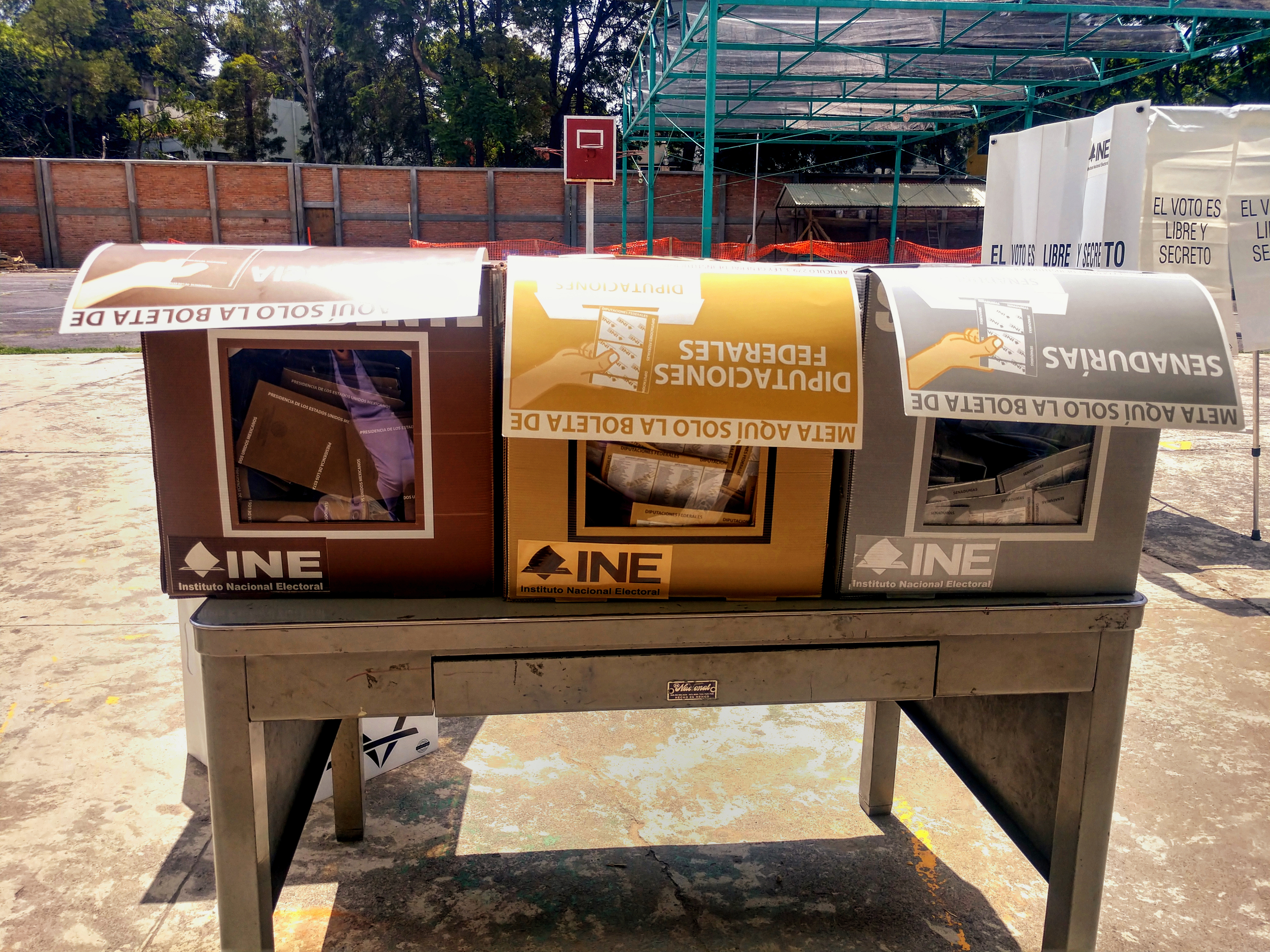
Urnas electorales de las elecciones de 2018. Ciudad de México, México.

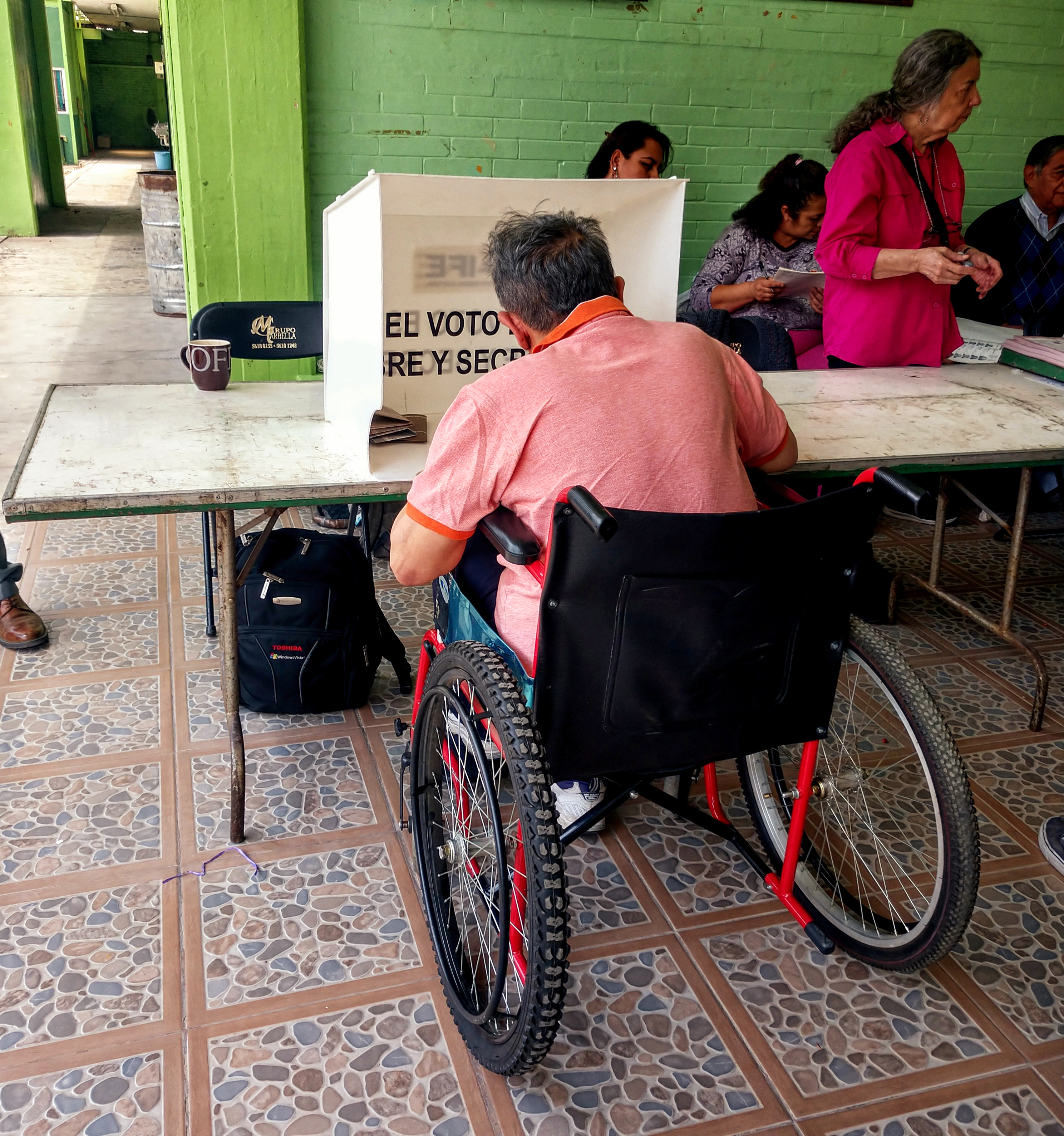
Persona en silla de ruedas votando en casilla especial. Ciudad de México, México.

Las Elecciones de la Ciudad de México se llevaron a cabo el domingo 1 de julio de 2018, simultáneamente con las Elecciones presidenciales y en ellas se renovaron los titulares de los siguientes cargos de elección popular de la Ciudad de México:
- Jefe de Gobierno de la Ciudad de México. Titular del poder ejecutivo de la Ciudad de México, con funciones intermedias entre un Presidente municipal y el Gobernador de un Estado, electo para un periodo de cinco años y diez meses no reelegibles en ningún caso. La candidata electa fue Claudia Sheinbaum.
- 16 Alcaldes. Titulares de cada una de las alcaldías, equivalentes a los municipios en la Ciudad de México.
- 66 Diputados al Congreso de la Ciudad de México. 33 elegidos por mayoría relativa en cada uno de los distritos electorales y 33 electos por el principio de representación proporcional mediante un sistema de listas.

## Jefatura de Gobierno de la Ciudad de México

### Precandidaturas

#### Partido Revolucionario Institucional
- Adrián Rubalcava Suárez[1]
- Aurelio Nuño Mayer[2]
- El 26 de noviembre el dirigente del PRI en la Ciudad de México y Exgobernador del Estado de México Eruviel Ávila Villegas también mencionó a José Ramón Narro Robles y al legislador Israel Betanzos como posibles candidatos
- El 7 de diciembre el Secretario del IMSS Mikel Arriola Peñalosa renuncia a su cargo para contender por la CDMX por parte del PRI y el 9 de diciembre se registró como precandidato.

#### Partido Acción Nacional
- Xóchitl Gálvez Ruiz[3]

#### Partido de la Revolución Democrática
- Armando Ahued[4]
- José Ramón Amieva[5]
- Alejandra Barrales[6]
- Salomón Chertorivski Woldenberg[7]
- Manuel Granados Covarrubias[8]
- Víctor Hugo Lobo Román[7]
- Patricia Mercado Castro[9]
- Dolores Padierna Luna[10][11]
- El 9 de diciembre se registraron como precandidatos José Armando Ahued, Salomón Chertorivski Woldenberg por el PRD. Acto seguido Alejandra Barrales renuncia a la dirigencia del PRD para registrarse por la misma aspiración por la jefatura de la CDMX .

#### Partido Verde Ecologista de México
El coordinador parlamentario del partido en la Asamblea Legislativa de la Ciudad de México, Xavier López Adame, ofreció a Ricardo Monreal Ávila la posibilidad de encabezar la candidatura del partido.

#### Partido del Trabajo
- Ricardo Monreal Ávila[13]

#### Movimiento Ciudadano
Sin precandidatos conocidos.

#### Partido Nueva Alianza
Purificación Carpinteyro

#### Movimiento de Regeneración Nacional
El Movimiento de Regeneración Nacional (Morena) decidió que fuera una encuesta abierta a la población general la que decidiera a su candidato al Gobierno de la Ciudad de México. La Comisión de Encuestas de Morena realizó la encuesta entre el 18 y el 20 de agosto de 2017. En dicho ejercicio participaron cuatro precandidatos: el dirigente local del partido, Martí Batres Guadarrama, el senador Mario Delgado Carrillo, Ricardo Monreal Ávila, Jefe Delegacional en Cuauhtémoc, y Claudia Sheinbaum, Jefa Delegacional en Tlalpan. El 24 de agosto, en un hotel de la Colonia Roma, se dieron a conocer los resultados a los cuatro participantes. Ahí se informó que Claudia Sheinbaum era la mejor posicionada para ser la candidata del partido y que sería nombrada coordinadora de organización territorial de la ciudad.
En un inicio, Yeidckol Polevnsky, secretaria general del partido, señaló que no se harían públicos los resultados de la encuestas, dado que se trataba de un proceso interno del partido. Esta situación generó polémica y críticas por parte de diversas personas, quienes lo llegaron a calificar de «dedazo». Monreal también pidió más transparencia en el proceso. No obstante, el 29 de agosto, el partido dio a conocer los resultados y la metodología empleada. 
La encuesta se realizó a 1,311 personas mayores de edad, por medio de un muestreo aleatorio y proporcional. Los resultados arrojaron un 15.9% de apoyo a Sheinbaum, 10.1% para Batres, 9.7% para Monreal y 4.2% para Delgado.
El  8 de diciembre la jefa delegacional de Tlalpan Claudia Sheinbaum renunció y acto seguido se registra como precandidata a la jefatura de la CDMX

#### Partido Encuentro Social
El dirigente nacional del Partido Encuentro Social, Hugo Eric Flores Cervantes, invitó a Ricardo Monreal Ávila presentarse a las elecciones compitiendo por esta agrupación política.

#### Independientes
En total catorce ciudadanos recibieron la aceptación por parte de las autoridades electorales de la capital para buscar la candidatura independiente, entre ellos, el que tiene una mayor trayectoria política es José Luis Luege Tamargo, quien se desempeñó como diputado federal y secretario de Medio Ambiente y Recursos Naturales durante el gobierno de Vicente Fox. 
Por otro lado, también se presentaron Xavier González Zirión, quien fue candidato priísta en la delegación Miguel Hidalgo en 2012; el nadador y alpinista Hugo Rodríguez Barroso; Lorena Osorio Elizondo, candidata para la jefatura de la delegación Cuauhtémoc en 2015; Humberto García Montes, líder de una asociación de comerciantes; Pedro Pablo de Antuñano Padilla, quien dirigió los Institutos del Deporte y la Juventud durante el gobierno de Marcelo Ebrard, quien fue acusado de corrupción y luego exonerado; la activista Ana Lucía Riojas Martínez; Christian Eduardo Vázquez Pizarro, quien contendió para la rectoría de la Universidad Autónoma Metropolitana; Rocío Artemisa Montes Sylván, directora ejecutiva del Observatorio Mexicano de la Crisis, una organización sobre participación pública; Elsa Patricia Jiménez Flores, quien tiene un cargo en el gobierno del estado de Coahuila; e Ismael Olivares Ramos, investigador sobre estado de derecho.
Además, existen tres precandidaturas de ciudadanos sin una experiencia política o de participación ciudadana previa, se trata de Rafael Pontón Rodríguez, Salvador Vargas Trejo y Alfredo Solar Picazo.

## Encuestas de intención de voto

### Jefe de Gobierno
| Encuestadora | Fecha              | PRI  | PAN  | MORENA | PRD   | MC   | PES  | PANAL | PT   | PVEM |      | Otro  | Ninguno | NC/NS |
| ------------ | ------------------ | ---- | ---- | ------ | ----- | ---- | ---- | ----- | ---- | ---- | ---- | ----- | ------- | ----- |
| El Universal | septiembre de 2017 | 5.9% | 7.6% | 21.9%  | 12.3% | 0.7% | 0.1% | 0.3%  | 0.4% | -    | 0.8% | 25.4% | 23.4%   | 1.2%  |
| Delphos      | marzo de 2018      | 8%   | 9%   | 33%    | 13%   | 5%   | 1%   | 1%    | 3%   | 2%   | 6%   | -     | 14%     | 5%    |
| MegaMhetryk  | junio de 2018      | 5.4% | 9.8% | 37.2%  | 19.9% | 1.2% | 0.1% | 0.3%  | 1.4% | 1%   | 1%   | -     | 22.4%   | 22.4% |

| Encuestadora         | Fecha                   | Arriola | Barrales | Sheinbaum | Osornio | Otro  | NC/NS |
| -------------------- | ----------------------- | ------- | -------- | --------- | ------- | ----- | ----- |
| Encuestadora         | Fecha                   |         |          |           |         | Otro  | NC/NS |
| Arias Consultores    | 17 de diciembre de 2017 | 14.9%   | 10.4%    | 51.5%     | -       | 12.7% | 10.4% |
| Massive Caller       | 16 de enero de 2018     | 13.4%   | 17.0%    | 32.9%     | 7.4%    | 3.5%  | 25.8% |
| Massive Caller       | 24 de enero de 2018     | 13.2%   | 18.8%    | 35.7%     | 9.8%    | 3.3%  | 19.2% |
| Massive Caller       | 14 de febrero de 2018   | 10.5%   | 24.5%    | 35.3%     | 9.8%    | 3.3%  | 16.3% |
| Massive Caller       | 21 de febrero de 2018   | 11.8%   | 25.0%    | 36.3%     | 8.8%    | 2.9%  | 14.9% |
| Arias Consultores    | 24 de febrero de 2018   | 9.1%    | 13.9%    | 63.9%     | 3.5%    | -     | 9.6%  |
| Massive Caller       | 27 de febrero de 2018   | 14.0%   | 22.2%    | 34.4%     | 10.1%   | 2.4%  | 16.9% |
| Delphos              | 11 de marzo de 2018     | 8%      | 27%      | 37%       | 6%      | 3%    | 19%   |
| Massive Caller       | 13 de marzo de 2018     | 16.2%   | 20.1%    | 33.9%     | 8.0%    | 2.4%  | 19.3% |
| Arias Consultores    | 5 de abril de 2018      | 6.8%    | 17.0%    | 62.1%     | 1.5%    | 0.4%  | 12.1% |
| Opinión Pública      | 8 de abril de 2018      | 21.4%   | 15.5%    | 36.9%     | -       | 10.6% | 15.6% |
| Opinión Pública      | 25 de abril de 2018     | 18.3%   | 15.6%    | 39.0%     | 2.8%    | 15.2% | 9.1%  |
| Opinión Pública      | 7 de mayo de 2018       | 20.0%   | 15.6%    | 39.5%     | 1.5%    | 8.5%  | 14.9% |
| Massive Caller       | 8 de mayo de 2018       | 23.4%   | 15.4%    | 39.6%     | 0.8%    | 8.7%  | 11.2% |
| Arias Consultores    | 18 de mayo de 2018      | 8%      | 10%      | 64%       | 4%      | 3%    | 10%   |
| Opinión Pública      | 23 de mayo de 2018      | 20.4%   | 16.5%    | 39.3%     | 0.3%    | 9.5%  | 14.0% |
| Arias Consultores    | 30 de mayo de 2018      | 12.0%   | 8.9%     | 67.7%     | 1.0%    | 3.1%  | 7.3%  |
| El Financiero        | 5 de junio de 2018      | 18%     | 28%      | 48%       | 2%      | 4%    | -     |
| Opinión Pública      | 5 de junio de 2018      | 19.4%   | 14.0%    | 42.3%     | 0.7%    | 2.4%  | 21.2% |
| Reforma              | 6 de junio de 2018      | 13%     | 25%      | 54%       | 2%      | 6%    | -     |
| Arias Consultores    | 7 de junio de 2018      | 17.1%   | 7.0%     | 68.6%     | 0.7%    | 1.0%  | 5.6%  |
| Berumen/Ipsos        | 12 de junio de 2018     | 9.9%    | 23.9%    | 38.8%     | 1.1%    | 10.5% | 15.9% |
| Arias Consultores    | 13 de junio de 2018     | 12.6%   | 12.0%    | 66.3%     | 0.6%    | 1.7%  | 6.9%  |
| El Heraldo de México | 18 de junio de 2018     | 14%     | 20%      | 42%       | 2%      | 2%    | 20%   |
| MegaMhetryk          | 18 de junio de 2018     | 6.9%    | 37.0%    | 37.7%     | 0.8%    | 2.2%  | 15.4% |
| Arias Consultores    | 20 de junio de 2018     | 17.4%   | 11.0%    | 62.7%     | 0.6%    | 2.1%  | 6.1%  |
| La Silla Rota        | 24 de junio de 2018     | 14%     | 31%      | 46%       | -       | 9%    | -     |
| El Financiero        | 25 de junio de 2018     | 19%     | 32%      | 45%       | -       | 4%    | -     |
| Arias Consultores    | 26 de junio de 2018     | 11.0%   | 11.0%    | 68.4%     | 1.3%    | 1.3%  | 7.0%  |

## Resultados electorales

### Congreso de la Ciudad de México

Resultados por distrito local.

|  | 42.40 % |

|  | 15.09 % |

|  | 10.65 % |

|  | 9.59 % |

|  | 4.24 % |

|  | 2.41 % |

|  | 2.25 % |

|  | 1.91 % |

|  | 1.53 % |

|  | 1.00 % |

|  | 3.54 % |

|  | 100 % |

### Alcaldías

Distribución de las alcaldías por partido político.

|  | 38.78 % |

|  | 15.48 % |

|  | 15.43 % |

|  | 9.52 % |

|  | 3.69 % |

|  | 2.43 % |

|  | 2.29 % |

|  | 2.00 % |

|  | 1.60 % |

|  | 0.43 % |

|  | 100 % |

#### Miguel Hidalgo
1. ↑  Luz Ortiz declinó su postulación en favor del candidato de Morena, Víctor Hugo Romo.[78]
2. ↑  Luz Ortiz declinó su postulación en favor del candidato de Morena, Víctor Hugo Romo.[79]
3. ↑  Fabiola Ménez declinó su postulación en favor del candidato de Morena, Víctor Hugo Romo.[80]
4. ↑  Fabiola Ménez declinó su postulación en favor del candidato de Morena, Víctor Hugo Romo.[80]
5. ↑  Ricardo Dosal declinó su postulación en favor del candidato de Morena, Víctor Hugo Romo.[80]
6. ↑  Ricardo Dosal declinó su postulación en favor del candidato de Morena, Víctor Hugo Romo.[80]